# سفارة السويد في السعودية
سفارة السويد في السعودية هي أرفع تمثيل دبلوماسي لدولة السويد لدى السعودية. تقع السفارة في الرياض وهي تهدف لتعزيز المصالح السويدية في السعودية.

## وصلات خارجية
- قائمة سفارات السويد
- قائمة السفارات في السعودية